# Thomas Kok
Thomas Petrus Johannes Kok (* 15. Mai 1998 in Tilburg) ist ein niederländischer Fußballspieler.

## Karriere
Nach seinen Anfängen in der Jugend des SC t'Zand und von Royal Antwerpen wechselte Kok im Sommer 2013 in die Jugendabteilung von Willem II Tilburg und durchlief dort alle Jugendmannschaften. Für seinen Verein kam er auch zu seinem ersten Profieinsatz in der Eredivisie, als er am 14. Mai 2017, dem 34. Spieltag, bei der 1:3-Heimniederlage gegen Ajax Amsterdam in der Startformation stand. Im Januar 2018 wurde er, um Spielpraxis zu sammeln, für den Rest der Spielzeit an den FC Dordrecht in die 2. niederländische Liga ausgeliehen. Im Sommer 2018 wurde er von seinem Verein fest verpflichtet. Nach insgesamt 76 Ligaspielen wechselte er im September 2020 nach Norwegen zum Zweitligisten FK Jerv.
Im Januar 2022 wechselte Kok nach Deutschland zum damaligen Regionalligisten Preußen Münster. Mit Preußen Münster wurde er am Ende der Saison 2022/23 Meister und stieg in die 3. Liga auf. In der Hinrunde der Saison 2023/2024 war Kok Stammspieler und vertretungsweise Kapitän für den verletzen Marc Lorenz, bis ihm im Dezember 2023 nach einem unverschuldeten Autounfall selbst das Verletzungspech ereilte. In der Saison 2023/24 gelang ihm der direkte Durchmarsch in die 2. Fußball-Bundesliga. Im Januar 2025 wurde sein Vertrag in Münster aufgelöst.

## Erfolge
Preußen Münster
- Meister der Regionalliga West und Aufstieg in die 3. Liga: 2023
- Aufstieg in die 2. Bundesliga: 2024